# Щучин (гмина)
Щучин (пол. Szczuczyn) — городско-сельская гмина (волость) в Польше, входит как административная единица в Граевский повет, Подляское воеводство. Население — 6717 человек (на 2004 год).

## Демография
| Перепись                       | Всего   | Всего | Женщины | Женщины | Мужчины | Мужчины |
| ------------------------------ | ------- | ----- | ------- | ------- | ------- | ------- |
| Единицы                        | человек | %     | человек | %       | человек | %       |
| Население                      | 6717    | 100   | 3330    | 49,6    | 3387    | 50,4    |
| Плотность населения (чел./км²) | 58      | 58    | 28,8    | 28,8    | 29,3    | 29,3    |

## Поселения
1. Адамово
2. Байваки
3. Бальцер
4. Бендково
5. Бжезьно
6. Бзуры
7. Хойново
8. Чарново
9. Чарнувек
10. Даново
11. Доленги
12. Губерня
13. Гутки
14. Ямбжики
15. Капкаж
16. Конецки-Мале
17. Конецки-Рострошево
18. Курки
19. Липник
20. Мазево
21. Ментусево
22. Милево
23. Нецьково
24. Недзвядна
25. Недзведзке
26. Нове-Зацечки
27. Обрытки
28. Пшешкода
29. Раково
30. Скае
31. Соколы
32. Старе-Гуты
33. Щучин
34. Свидры-Ависса
35. Тарахы
36. Вулька
37. Зацечки
38. Залуски
39. Зимна-Вода
40. Зофювка

## Соседние гмины
1. Гмина Бяла-Писка
2. Гмина Грабово
3. Гмина Граево
4. Гмина Простки
5. Гмина Вонсош